# أولاد حدو وعلي (إيكسان)
أولاد حدو وعلي هو دُوَّار يقع بجماعة إيكسان، إقليم الناظور، جهة الشرق في المملكة المغربية. ينتمي الدوّار لمشيخة إيكسان التي تضم 12 دوار. يقدر عدد سكانه بـ 679 نسمة حسب الإحصاء الرسمي للسكان والسكنى لسنة 2004.

## روابط خارجية
- البوابة الوطنية للجماعات الترابية
- المندوبية السامية للتخطيط